# Hala Upłaz

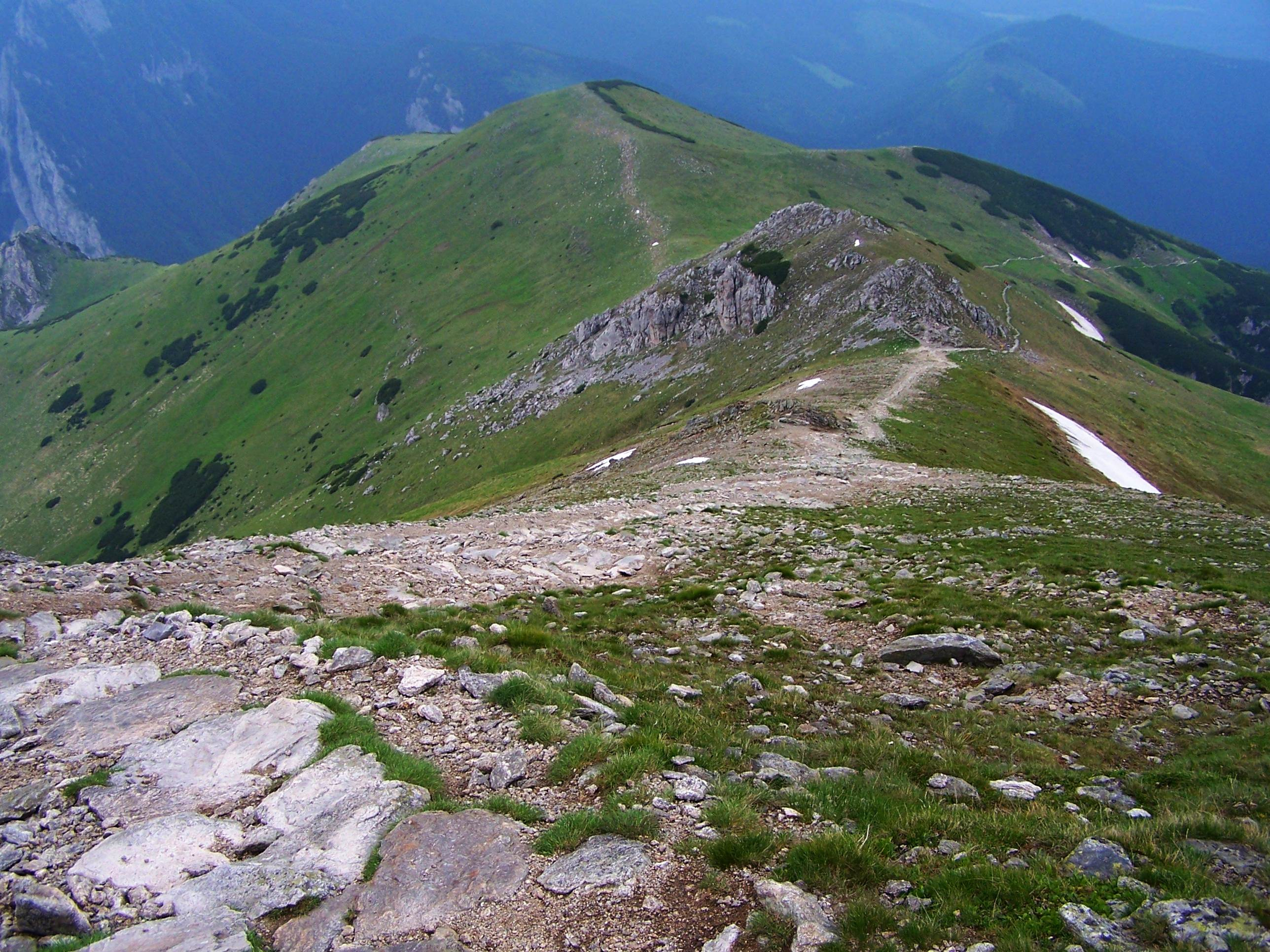
Widok z Twardego Grzbietu

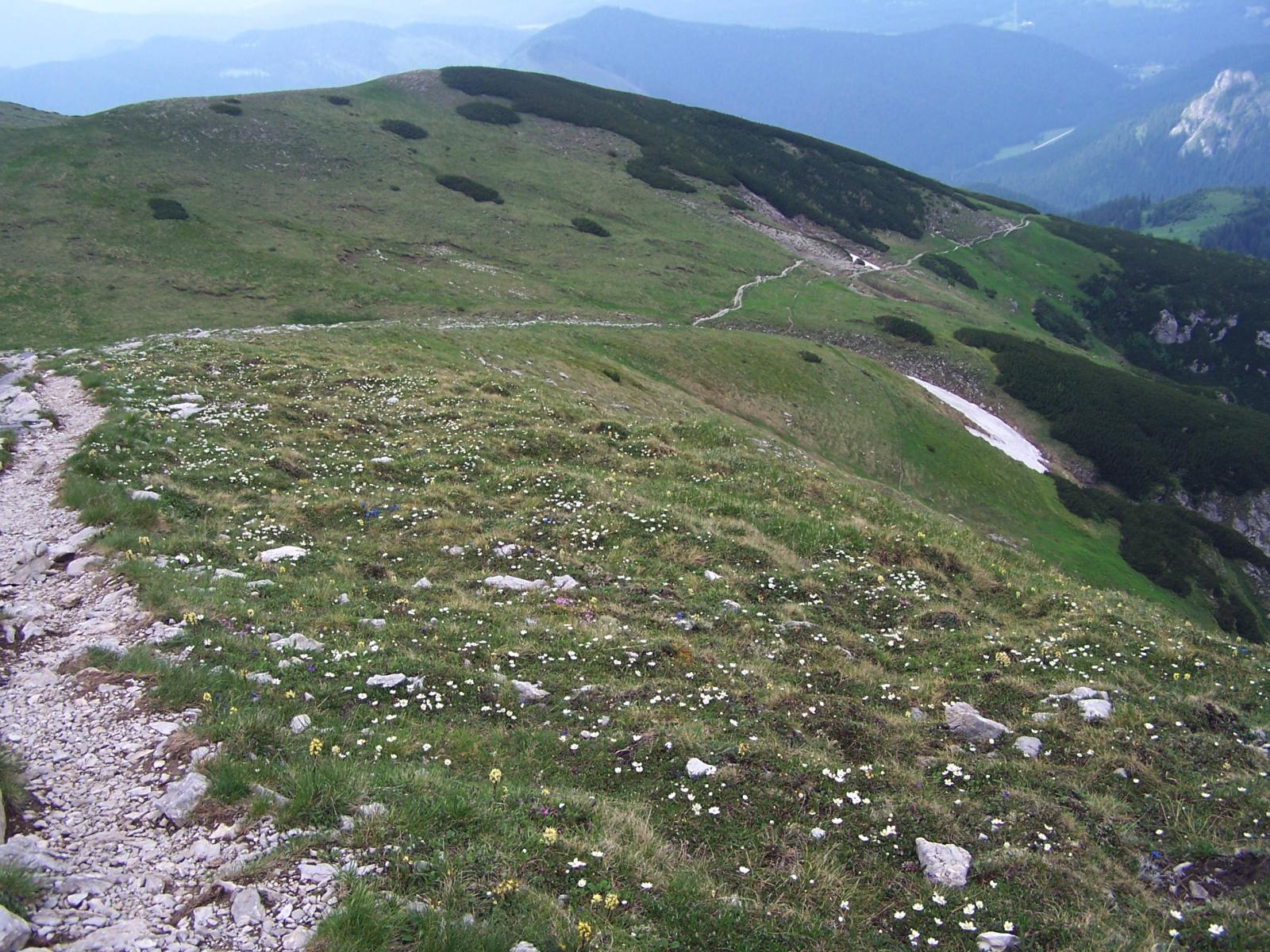
Hala Upłaz poniżej Chudej Przełączki

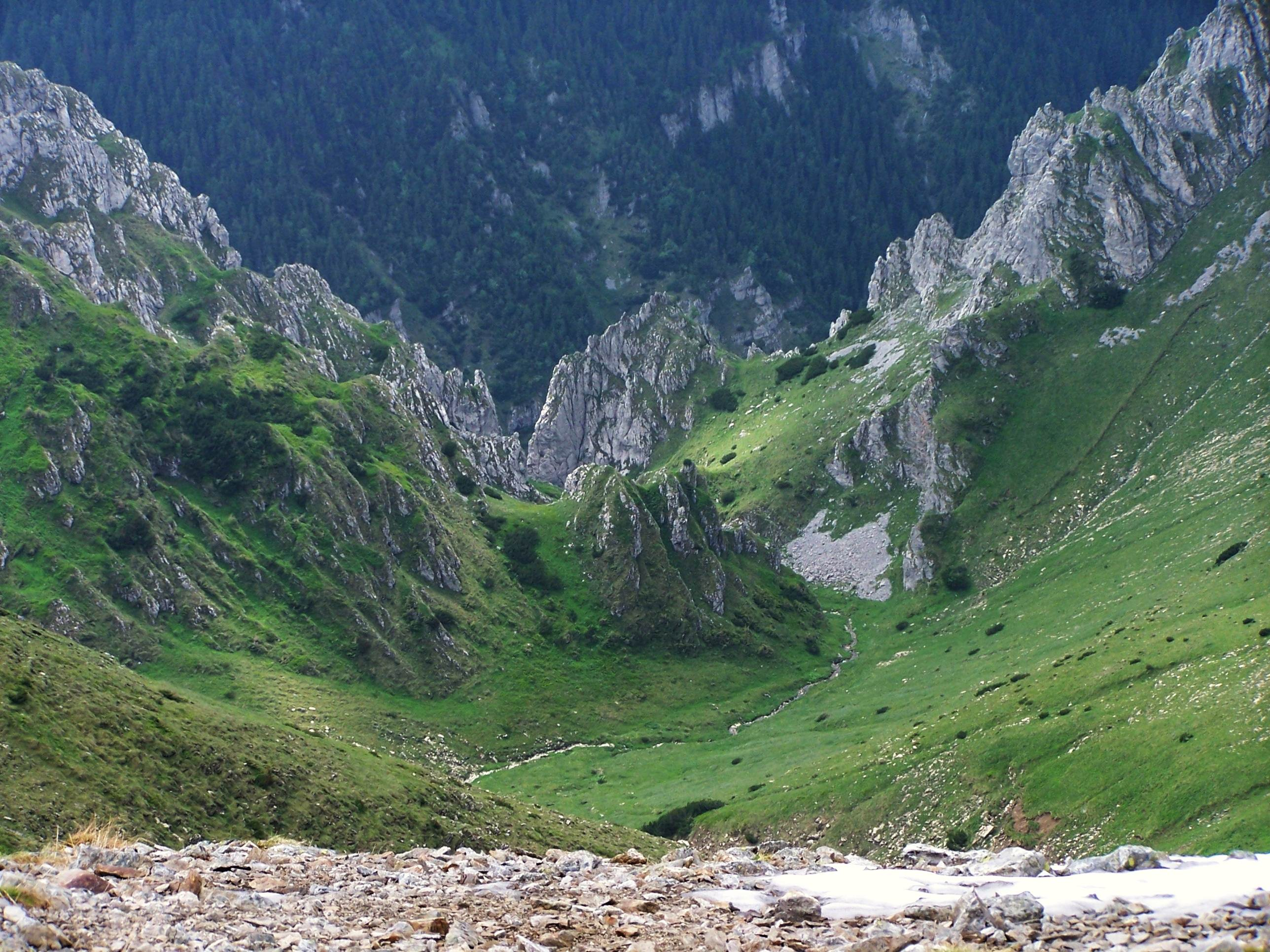
Widok z Hali Upłaz w kierunku Doliny Kościeliskiej

Hala Upłaz – dawna hala pasterska na Czerwonych Wierchach w Tatrach Zachodnich. Obejmowała północno-zachodnią grań Ciemniaka, Kozi Grzbiet oraz Czerwony Grzbiet. Wypasano je aż po szczyty Ciemniaka i Małołączniaka, a także znajdujące się pod nimi zawieszone dolinki: Litworową i Mułową.
Hala wymieniana jest w dokumentach pochodzących z 1709 r. Wypasali na niej mieszkańcy wsi Ciche, Ratułów i innych. Szopy i szałasy pasterskie znajdowały się na polanie Upłaz. Zajmowała powierzchnię ok. 172 ha, z tego pastwiska stanowiły tylko 4,5 ha, ogromna większość to nieużytki (132,45 ha), resztę stanowiła kosodrzewina (20 ha) i las (14,87 ha). Przynależna hali powierzchnia serwitutów wynosiła 38,55 ha.
Hala była dawniej bardzo intensywnie wypasana. Przed 1960 r. wypasano tu 438 owiec (tzw. przeliczeniowych). Nadmierny wypas doprowadził do znacznej erozji zboczy i niszczenia roślinności alpejskiej. Po zaprzestaniu wypasu zerodowane stoki zregenerowały się już znacznie. Pozostałością dawnego pasterstwa są liczne nazwy równi i upłazów: Wyżnia Upłaziańska Rówień, Rówień nad Piecem, Gładkie Upłaziańskie, Rówień nad Karczmą, Twardy Upłaz, Źródliska, Wolarnia, Machajówka, Litworowa Rówień, Litworowy Upłaz. Zlikwidowanie wypasu z jednej strony zapobiega niszczeniu roślinności alpejskiej i erozji zboczy, z drugiej strony jednak kosodrzewina stopniowo zarastająca trawiaste obszary dawnej hali powoduje również wyginięcie tych roślin. Z rzadkich w Polsce roślin rośnie tutaj ostrołódka polna – gatunek występujący tylko w Tatrach i to na nielicznych stanowiskach. Często natomiast spotkać można takie tatrzańskie gatunki roślin jak: lepnica bezłodygowa, omieg kozłowiec, pierwiosnka maleńka i inne.

## Szlaki turystyczne
– czerwony z Wyżniej Kiry Miętusiej przez Adamicę, Upłaziański Wierszyk, polanę Upłaz, Chudą Przełączkę i Twardy Grzbiet na Ciemniak. Czas przejścia: 3:25 h, ↓ 2:30 h